# 楊現
楊現（1547年—？），字廷蘊，號龍河，江西吉安府泰和縣人，民籍，明朝政治人物。

## 生平
隆慶四年（1570年）庚午科江西鄉試第八十八名，萬曆八年（1580年）庚辰科會試第二百五十七名，登二甲第二十三名進士。兵部觀政，九年授易州知州，丁憂归乡。十四年复除六安州，再次丁憂。十九年复除定州，二十年升刑部员外郎，二十二年升郎中，二十三年升真定知府，二十七年升湖广副使，杨应龙叛乱，二十八年二月调任清军驿传道。

## 家族
曾祖楊顯爵，曾任教諭；祖父楊榮端；父楊奎。母曾氏；繼母蕭氏。